# Euphyia kirschioides
Euphyia kirschioides là một loài bướm đêm trong họ Geometridae.